# Mezquita Hassan II
La Mezquita Hassan II (en árabe: مسجد الحسن الثاني‎) es una mezquita monumental ubicada en la ciudad costera de Casablanca (Marruecos) en el Boulevard Sidi Mohammed Ben Abdallah (dirección Eloy Sánchez) y construida bajo el reinado de Hassan II, segundo monarca del país desde que este recuperó su independencia tras el periodo del Protectorado Francés. 
Desde su inauguración en 1993, su minarete o alminar de 200 metros de alto la convertía en el templo más alto del mundo. De igual forma, su espacio interior de 20 000 metros cuadrados y su área total de 9 hectáreas la hacían la tercera más grande del mundo, solo detrás de la de La Meca y Medina, puesto que también ocupa ahora el templo argelino.
La sala de oración puede albergar hasta 25 000 personas y la explanada exterior tiene capacidad para cerca de 80 000 . 
Todo el proyecto arquitectónico incluye una biblioteca pública, una madrasa o escuela coránica y un museo, esto además del edificio central que comprende el espacio de oración, así como las salas de ablución subterráneas y baños turcos (hamam). 
Está asentada sobre una isla artificial sobre el océano Atlántico en referencia a un verso del Corán que indica que "el trono de Alá está en el agua" (Hud 11:7).  
Su construcción inició en 1989 y concluyó en 1993. Requirió de 53 000 metros cuadrados de madera tallada, así como de más de 10 000 metros cuadrados de mosaico y entre 50 y 80 millones de horas de labores. 
Cuenta con las últimas tecnologías como resistencia a terremotos, techo que se abre automáticamente, suelo con calefacción y puertas eléctricas.

## Construcción y detalles arquitectónicos
El proyecto arquitectónico fue encargado por el rey Hassan II de Marruecos, diseñado por el estudio del francés Michel Pinseau y llevado a cabo por la empresa gala Bouygues. El director del proyecto fue Aldo Carbonaro, y Abdelatif Haboubi fue el responsable de la obra.  
La idea del rey marroquí fue dotar a Casablanca, capital económica del país, de un edificio emblemático que la colocara de nuevo como punta de lanza en cuestión arquitectónica y que representara la tradición arabo-musulmán del país, así como su entrada a la modernidad. A través de esta obra monumental también se buscaba que la ciudad tuviera su propio edificio de referencia, de la misma forma que las ciudades imperiales marroquíes: Fez y su Karaouyine, Rabat y su Torre Hassan, y Marrakech y su mezquita Kutubía.  

### Historia
Los trabajos de construcción empezaron el día 5 del mes Dou al kiida, de acuerdo al calendario lunar islámico (11 de julio de 1985), siendo inaugurada el 11 Rabii 1414 (30 de agosto de 1993), coincidiendo así con la fecha de nacimiento del profeta Mohamed o Mahoma. 
Las cifras oficiales proporcionada por la Fundación de la Mezquita Hassan II hablan de 8000 empleos indirectos producidos por la construcción, 50 millones de horas de trabajo realizada por un equipo permanente de cerca de 11 000 personas, entre arquitectos, técnicos, obreros y artesanos; otros cálculos elevan el número de horas de labor a 80 millones.
Está construida sobre una isla artificial ubicada sobre el océano Atlántico y que durante el periodo del Protectorado Francés albergaba la piscina pública. Una de las razones del lugar de asentamiento obedece a un verso del Corán que indica que el "trono de Alá está en el agua". 

El anuncio oficial del proyecto, hecho por el propio rey Hassan II, fue el 8 de julio de 1988. En él, el monarca anunciaba la "suscripción voluntaria" de toda la población para financiar la construcción: 
"Era posible prever un presupuesto y un plan a lo largo de los años para la construcción de esta mezquita, pero leí, querido pueblo, en las colecciones de Bujari y Muslim, este hadiz del Profeta -bendiciones y salvación sobre él-: 'Quien haya construido una mezquita donde se invoque el nombre de Dios, el muy alto le construirá un hogar en el paraíso'. Fue en ese momento que se me ocurrió la idea de construir la Mezquita de Casablanca por suscripción de todos los marroquíes, aunque solo sea por un dirham". 

### Dimensiones y materiales
El área total del complejo tiene una superficie de 9 hectáreas, de las cuales 20 000 metros cuadrados están dedicados al edificio central que incluye sala de oración que puede albergar hasta 25 000 personas, y un espacio subterráneo que incluye una sala de abluciones de 4800 metros cuadrados con 41 fuentes, y un hammam de 3000 metros cuadrados, dividido en área para hombres y otro para mujeres. Los otros edificios son una biblioteca pública, una escuela coránica y un museo. La explanada exterior tiene capacidad para cerca de 80 000 personas.
El minarete de 200 metros de altura tiene una base de 625 metros cuadrados y posee un elevador con capacidad para 12 personas que alcanza la cima, desde el piso, en un tiempo de 1 minutos.
Para levantar los cimientos se usaron alrededor de 26 metros cúbicos de hormigón y 60 000 de armadura para resistir el oleaje. La estructura de toda la mezquita está hecha de hormigón armado.

### Trabajo artesanal
En la construcción trabajaron alrededor de 12 mil 500 artesanos marroquíes, provenientes de todas las regiones del país, los cuales fueron responsables de los 53 000 metros cuadrados de madera tallada, entre otros detalles como las columnas de granito decoradas con estuco tallado a mano, y los 10 000 metros cuadrados de zellige o mosaico ornamental con cerca de 80 motivos originales. Destacan también las fuentes y cuencos de mármol con forma de flor ubicadas en la sala abluciones subterránea.
En el interior del edificio, el espacio de oración está iluminado por 50 candelabros y 8 candelabros venecianos de Murano. Los más grandes tienen 6 metros de diámetro y diez  de altura, con un peso de 1,200 kilos. 
El techo posee cerca de 300 000 azulejos de aluminio fundido, hechos ex profeso para el proyecto.
Las cúpulas son de madera de cedro fijadas sobre marcos de acero inoxidable, suspendidos de la estructura de hormigón armado. Las cubiertas de mármol y granito de origen marroquí representan 50 hectáreas de superficie con un espesor promedio de 14 centímetros.

### Innovaciones tecnológicas
Una de las particularidades de esta mezquita a nivel tecnológico es su techo corredizo de 3400 metros cuadrados y de más de una tonelada, el cual se moviliza por completo en 5 minutos gracias a un sistema de rodadura motorizado. Otra peculiaridad es su sistema resistente a terremotos.
Un rayo luminoso instalado en lo alto del minarete, con un alcance de 30 kilómetros, es proyectado cada noche en dirección a La Meca.

## Críticas
Su construcción fue muy criticada por ciertos sectores de la sociedad marroquí, por su elevado coste, así como por la demolición de las viviendas que se encontraban en el lugar donde se construyó (un barrio de chabolas), ya que sus propietarios no recibieron compensación alguna.
Esta última información no ha podido ser comprobada, porque según el ayuntamiento (Wilaya du grand Casa) allí se encontraba una piscina municipal.
- Datos: Q41346
- Multimedia: Hassan II Mosque / Q41346